# 印度人民党
印度人民党（印地语：भारतीय जनता पार्टी；英语：Bharatiya Janata Party），简称印人党（BJP），是印度两大主要政党之一，另一个是印度国民大会党。自2014年以來印度人民党是印度的執政黨，由納倫德拉·莫迪出任總理，截至2023年12月它是印度議會和邦立法機構中代表最多的政黨。印人党的政治立場屬於右翼甚至極右翼，政策反映了傳統的印度教民族主義意識形態，同時與印度教民族主义組織國民志願服務團（RSS）有著密切的意識形態和組織聯繫。
印度人民党前身是1951年由希亞姆·普拉薩德·慕克吉成立的印度人民同盟，后者于1977年印度紧急状态结束后，与其他党派合并，成立了人民党，并於1977年大选中击败当时的执政党国大党。人民党于1980年解散，此后原印度人民同盟人士又成立了印度人民党。
起初，印度人民党在1984年大选中只赢得了两个席位，此后该党的力量不断增强。1996年，印人党成为印度议会中最大的政党；然而，它在下議院没有取得多数席位，並且其政府只持续了13天。1998年大选后，印度人民党领导的政党联盟，即阿塔尔·比哈里·瓦杰帕伊总理领导的全国民主联盟奪得最多議席，持续了一年时间，直到該屆政府垮台。1999年新大选后，瓦杰帕伊领导的全國民主联盟政府继续执政至任期屆滿，是非国大党政府第一次於完整任期中成為執政黨。在2004年的大选中，全國民主聯盟慘败，在接下来的十年中为議會最大反对党。
2014年，长期担任古吉拉特邦首席部长的纳伦德拉·莫迪带领印人党在2014年大选中取得压倒性胜利，并成為自1984年以来第一個取得過半數席位的政黨，莫迪成为总理，领导全国民主联盟政府。2019年大选中，印人党和全国民主联盟再次提高其得票率和席位，令莫迪成功連任總理。2024年大选中，印人党虽然席位减少，但在全国民主联盟支持下取得组阁权，令莫迪再次成功連任總理。

## 歷史
印度人民党的主要支持者为印度教教徒和城镇中产阶级即城镇中小商人，从1996至2004年一直是印度议会第一大党；印度人民党第一次执政为1996年，為期不到一个月时间，后被聯合陣線及國大黨聯盟取代；印度人民党直到1998年才算正式掌权，由阿塔尔·比哈里·瓦杰帕伊任印度总理。
1998年印度大选，以人民党为首的全国民主联盟取得勝利，但由於在國會未過半，只能組少數政府。1999年大選，以人民党为首的全國民主聯盟一举夺得人民院545个席位中占有356席，成功組建首個非国大党的多數黨政府並完成五年任期。
2004年印度大选，人民党領導的全國民主聯盟败于国大党聯盟，位居第二位，瓦杰帕伊5月22日正式离任总理一职，人民党再一次沦为在野党。2009年大選，人民党領導的全國民主聯盟败于国大党聯盟，位居第二位。
2014年印度大选，人民黨領導的聯盟在大選中獲勝，在野十年後重新掌權，纳伦德拉·莫迪担任第14任总理。2015年3月30日，印度人民党宣布拥有8800万党员，超越中国共产党成为世界第一大党；同年4月20日，该党宣称党员数破亿。2019年的印度大选后，印度人民党维持了在人民院超半数的议席，且较上次选举席位有所增加，获得了单独组阁权，莫迪成功连任印度总理。2024年选举后印度人民党席次有所减少，但莫迪依靠其盟党支持，三度连任总理。

## 领导层
印度人民党的最高权力机关是全国会议和全国委员会，中央机构有全国执行委员会及其常设机构工作委员会。
參見印度人民黨歷任主席列表

## 政治主张
印度人民党主张实行民族主义和民主，被外界视为印度教至上主义。印度人民党在社会问题上属于保守派，主张恢复传统印度教文明的价值理念和一统地位。在宗教政策上强调所有的宗教平等，反对给予宗教少数派（特别是穆斯林）特殊的优待政策。但是它在经济问题上走中间道路，被视为一个亲商业政党，执政时废除国大党时期的社会主义政策和计划委员会，大力引进外资，融入全球经济和产业链。莫迪上台后提出制造业振兴政策“印度制造”，力争实现产业结构的转型。
印人党的主要政纲包括在阿约提亚修建罗摩神庙、废除宪法中赋予查谟和克什米尔特殊地位的370条款、及实施全国统一的民法。除用“统一民法典”取代针对不同宗教的属人法的政策正在推进外，其他诉求均已实现。

## 爭議

### 仇恨穆斯林言論/行為
- 2022年5月初，人民黨阿約提亞地區媒體負責人辛格向高等法院請願，要求打開泰姬陵內22個「永久關閉的房間」，以確認印度教神祇是否藏於其中。此番行動引起該國高等法院和穆斯林群體的強烈反應和批評。[21]
- 2022年5月尾，人民黨發言人諾普爾‧夏馬（Nupur Sharma）在一場電視辯論中侮辱伊斯蘭教先知穆罕默德與他的妻子阿伊莎，而該黨德里分部媒體負責人納文‧金達爾（Naveen Jindal）也在推特上發表了針對伊斯蘭教的挑釁言論，引起國內穆斯林和伊斯蘭國家強烈不滿。對此，有部分阿拉伯國家媒體和民眾呼籲抵制印度的產品[22]。

### 其他
- 2022年8月尾，人民党领导人帕特拉被指控折磨家庭佣工，强迫佣工舔她的尿液。据女佣所说，帕特拉不仅拿铁棍毒打她，不让她吃饭，甚至让她用舌头舔厕所[23]。受害者还被热锅灼伤了几次，持续的身体折磨使她无法行走[24]。

## 外部連結
- 官方網站（页面存档备份，存于）
- 中的“Bharatiya Janata Party”